# Tempio funerario di Amenofi III
Il tempio funerario di Amenofi III  sorgeva nella odierna località di  Kom el-Hettan, (in arabo كم الحيطان‎?) ovvero "La collina dei muri"  ed era un tempio funerario situato nella necropoli di Tebe, sulla riva occidentale del Nilo, di fronte a Luxor in Egitto. Fu costruito, per committenza del faraone Amenofi III, da Amenhotep (figlio di Hapu) . Al tempo della sua costruzione, era il più grande dei templi funerari della zona di Tebe, più grande del complesso di Karnak, e copriva un'area di 350 000 m2.
Oggi ne resta molto poco, solo i colossi di Memnone, due massicce statue in pietra alte 18 metri raffiguranti Amenofi che si trovano sull'entrata, tuttora visibili. Venne edificato più vicino al fiume di qualsiasi altro tempio funerario, su terreno agricolo e con fondazioni poco profonde. Per questi motivi si rovinò più velocemente di altri monumenti non resistendo all'usura del tempo e le sue rovine vennero utilizzate già in tempi antichi come fonte di materiale edilizio. Una stele in granito di Amenofi si trova nel tempio di Merenptah, circa 100 metri a nord.
Il sito è stato incluso nella lista World Monuments Watch di siti in pericolo, gestita dalla World Monuments Fund (WMF), nel 1998 e nel 2004, e ricevette fondi da questa organizzazione e dalla American Express.

## Descrizione

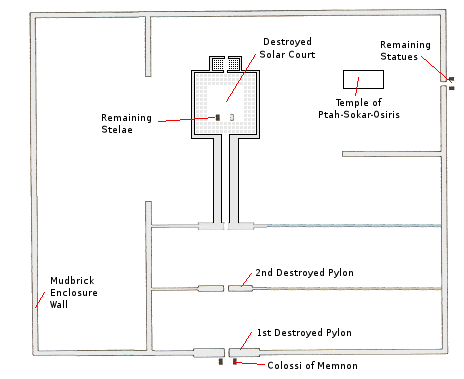
Mappa del tempio funerario di Amenofi III

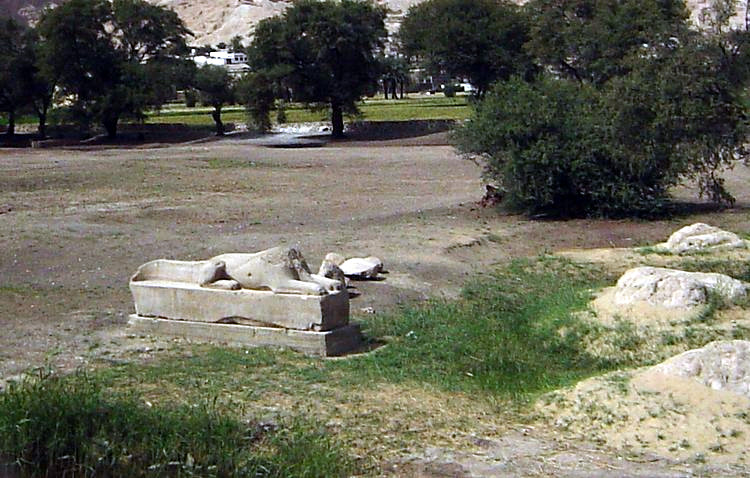
Sfinge di coccodrillo visibile dalla strada

Il tempio era rivolto ad est, verso il Nilo, ed era protetto dai due colossi di Memnone. Due grandi corti e tre enormi piloni in mattoni di fango portavano alla corte solare. Queste aree aperte contenevano altre statue di Amenofi III, almeno una sfinge della regina Tiy (oggi senza testa), statue di sciacalli e statue del re sotto forma di Osiride. Un'ulteriore sfinge col corpo di coccodrillo (anch'essa senza testa) si trova sulla strada che conduce al tempio.

### Corte solare
La serie di sfingi continua dal terzo pilone alla corte solare. Questa corte era circondata da colonne di papiri in arenaria e da altre statue di Amenofi-Osiride. Queste statue contenevano liste di prigionieri provenienti da terre straniere. Sul lato meridionale dell'entrata si trova un'enorme stele, ri-eretta dopo il ritrovamento, che raffigura il re e la regina Tyi col dio Ptah–Sokar–Osiride, ed altri testi che parlano degli edifici eretti dal re.